# Харламовка (Рязанская область)
Харламовка — населённый пункт, входящий в состав Бобровинского сельского поселения Кораблинского района Рязанской области.
Находится в 11 километрах западнее районного центра города Кораблино, на левом берегу реки Молвы.

## Население
| 2010 |
| ---- |
| 1    |